# Jean-Pierre Delville
Mons. Jean-Pierre Delville (* 29. dubna 1951, Lutych) je belgický římskokatolický kněz a biskup diecéze Lutych.

## Život
Narodil se 29. dubna 1951 v Lutychu. Po studiu na Univerzitě v Lutychu, kde získal licenciát z historie, byl přijat do semináře. Na Katolické univerzitě v Lovani získal licenciát z filosofie. Poté odešel do Říma kde na Papežské Gregoriánské univerzitě získal bakalářský titul z teologie a na Papežském biblickém institutu získal licenciát z biblistiky. Po studiích v Římě dosáhl na Univerzitě v Lovani doktorátu z filosofie a literatury, a biblické filologie. na kněze byl vysvěcen 6. září 1980. Po vysvěcení působil jako farní vikář lutyšské farnosti Saint-Foy, profesor lutyšského semináře, profesor a rektor semináře Saint-Paul v Lovani, profesor teologické fakulty Univerzity v Lovani. Dále jako sekretář a později ředitel Revue d’Histoire ecclesiastique, předseda Institut de recherche Religions, Spiritualités, Cultures, Sociétés, předseda knihovny lutyšského semináře a jako farní vikář Saint-Lambert (Lutych).
Dne 31. května 2013 jej papež František ustanovil biskupem diecéze Lutych. Biskupské svěcení přijal 14. července 2013 z rukou arcibiskupa André-Josepha Léonarda a spolusvětitelé byli biskup Aloysius Jousten, arcibiskup Vincenzo Paglia, arcibiskup Giacinto Berloco a biskup Johan Jozef Bonny.